# أودو ريجليوسكي
أودو ريجليوسكي (بالألمانية: Udo Riglewski) مواليد 28 يوليو 1966 في لاوفن آم نيكار، ألمانيا الغربية، هو لاعب كرة مضرب ألماني سابق بدأ مسيرته كمحترف سنة 1985 وكان يلعب باليد اليمنى، اعتزل اللعب في 1995. أعلى تصنيف له في الفردي كان المركز الـ 82 في سنة 1990. أعلى تصنيف له في الزوجي كان المركز الـ 6 في سنة 1991.

## روابط خارجية
- أودو ريجليوسكي على موقع رابطة محترفي التنس (الإنجليزية)
- أودو ريجليوسكي على موقع الاتحاد الدولي لكرة المضرب (الإنجليزية)
- أودو ريجليوسكي على موقع خلاصة التنس.كوم (الإنجليزية)